# ヨードベンゼン
ヨードベンゼン（iodobenzene）は、ベンゼンが持つ6つの水素のうちの1つがヨウ素に置換した有機化合物である。無色透明の揮発性の液体だが、時間の経過と共に赤味を帯びる。水には不溶。
ヨードベンゼンは有機化学における有用な合成中間体である。その理由はC-I結合がC-BrまたはC-Cl結合よりも弱く、ブロモベンゼンやクロロベンゼンよりも反応性が高い為である。ヨードベンゼンはマグネシウムと反応させるとグリニャール試薬であるフェニルマグネシウムヨージドを生成する。フェニルマグネシウムヨージドはフェニルマグネシウムブロミドと同等であり、合成化学的にはフェニルアニオンシントンの等価体である。
また、薗頭カップリングやヘック反応などのパラジウム触媒-クロスカップリング反応の基質としても重宝される。消防法に定める第4類危険物 第3石油類に該当する。

## 製法
ヨードベンゼンは市販品として入手することが容易であるが、実験室的にはアニリンからザンドマイヤー反応等により製造することができる。まず最初の段階では芳香族アミンの塩酸溶液に亜硝酸ナトリウムを氷冷下加え、ジアゾニウム塩を生成する。それに過剰量のヨウ化カリウムを加えて塩の交換を行う。温度を上げると窒素ガスを発生しながらヨードベンゼンが生成する。過剰の亜硝酸は強塩基で分解する。液性を酸性にして水蒸気蒸留すると目的物が得られる。
代替法としては、ヨウ素と硝酸と共にベンゼンを加熱還流する方法が知られている。

## 註・出典
1. ↑  法規情報 (東京化成工業株式会社)
2. ↑  H. J. Lucas, E. R. Kennedy (1939). “Iodobenzene”. Organic Syntheses (英語).; Collective Volume, vol. 2, p. 351
3. ↑  F. B. Dains and R. Q. Brewster (1941). “Iodobenzene”. Organic Syntheses (英語).; Collective Volume, vol. 1, p. 323